# Xyliphius magdalenae
Xyliphius magdalenae is een straalvinnige vissensoort uit de familie van de braadpan- of banjomeervallen (Aspredinidae). De wetenschappelijke naam van de soort is voor het eerst geldig gepubliceerd in 1912 door Eigenmann.

## Verspreidingsgebied
De soort komt voor in de Madgalena in Colombia.